# Etiopski jezici
Etiopski jezici, jedna od dvije poskupina južnosemitskih jezika (druga je južnoarapska) koji su rašireni na području Etiopije i Eritreje. Najznačajniji jezik je amharski 17 372 913 u Etiopiji (1998). Dva su joj glavna ogranka sjeverni s tri, odnosno četiri jezika i južni s 12. Predstavljaju je:
a. sjeverni (4; zasada 3 priznata, bez dahalika) Etiopija, Eritreja: 
geez (†),
tigré,
tigrigna (Tigrinya).
dahalik (dahlik, novootkriveni jezik na otočju Dahlak)
b. južni (11) Etiopija: 
b1. Outer (6):
a. n-Group (2): gafat (†), kistane;
b. tt-Group (4): inor, mesmes (†), mesqan, sebat bet gurage,
b2. Transversal (6):
a. amhara-argobba (2): amharski (etiopski, amhara), argobba;
b. Harari-istočni gurage (4): harari, silt’e, zay; wolane [wle] (novopriznat),.

## Vanjske poveznice
- Ethnologue (14th)
- Ethnologue (15th)